# 四港
四港（よんこう）は、安政5年（1858年）に日米修好通商条約を締結した際に開港された横浜港・新潟港・神戸港・長崎港の総称。なお、条約締結時には既に条約港であった函館港は四港には含まれない。条約の条文上は神奈川港と兵庫港を開港することとされていたが、実際に開港したのは横浜港と神戸港であったため廃藩置県により神奈川県と兵庫県を設定した。それに伴い「四港」はこれらの港を県域に含む神奈川県・新潟県・兵庫県・長崎県の総称としても明治時代末期まで使用され、東京府・京都府・大阪府の「三府」と合わせて「三府四港」のように用いられた。
戦後の運輸省港湾建設局は、第一港湾建設局が新潟市、第二港湾建設局が横浜市、第三港湾建設局が神戸市に置かれたが、第四港湾建設局は長崎市でなく下関市に置かれ、第五港湾建設局が名古屋市に新設されており、四港の概念は崩れた。2001年の中央省庁再編後、旧港湾建設局は国土交通省の出先機関である地方整備局に吸収され港湾空港部となっている。